# Кудряницы
Кудряницы — деревня в Куньинском районе Псковской области России. Входит в состав Жижицкой волости.
Расположена в 10 км к западу от волостного центра, деревни Жижица, на железной дороге Великие Луки — Кунья — Жижица. Восточнее расположена деревня Кадосно.

## Население
Численность населения деревни по оценке на 2000 год составляла 35 жителей.